# آني ترمبل سلوسون
آني ترمبل سلوسون (18 مايو 1838-4 أكتوبر 1926) كاتبة وعالمة حشرات، و كاتبة روائية أمريكية، اشتهرت سلوسون بقصصها القصيرة، المكتوبة بأسلوب الإقليمية الأدبية الأمريكية، مع التركيز على اللون المحلي لنيوإنجلاند. بصفتها عالمة في علم الحشرات، لوحظ أن سلوسون حددت الأنواع غير المعروفة سابقًا ولتعميم الجوانب الحشرية للتاريخ الطبيعي.